# Obiekty sakralne w Bytomiu
Obiekty sakralne w Bytomiu – lista obiektów sakralnych w Bytomiu.

## Chronologia budowy istniejących kościołów i kaplic

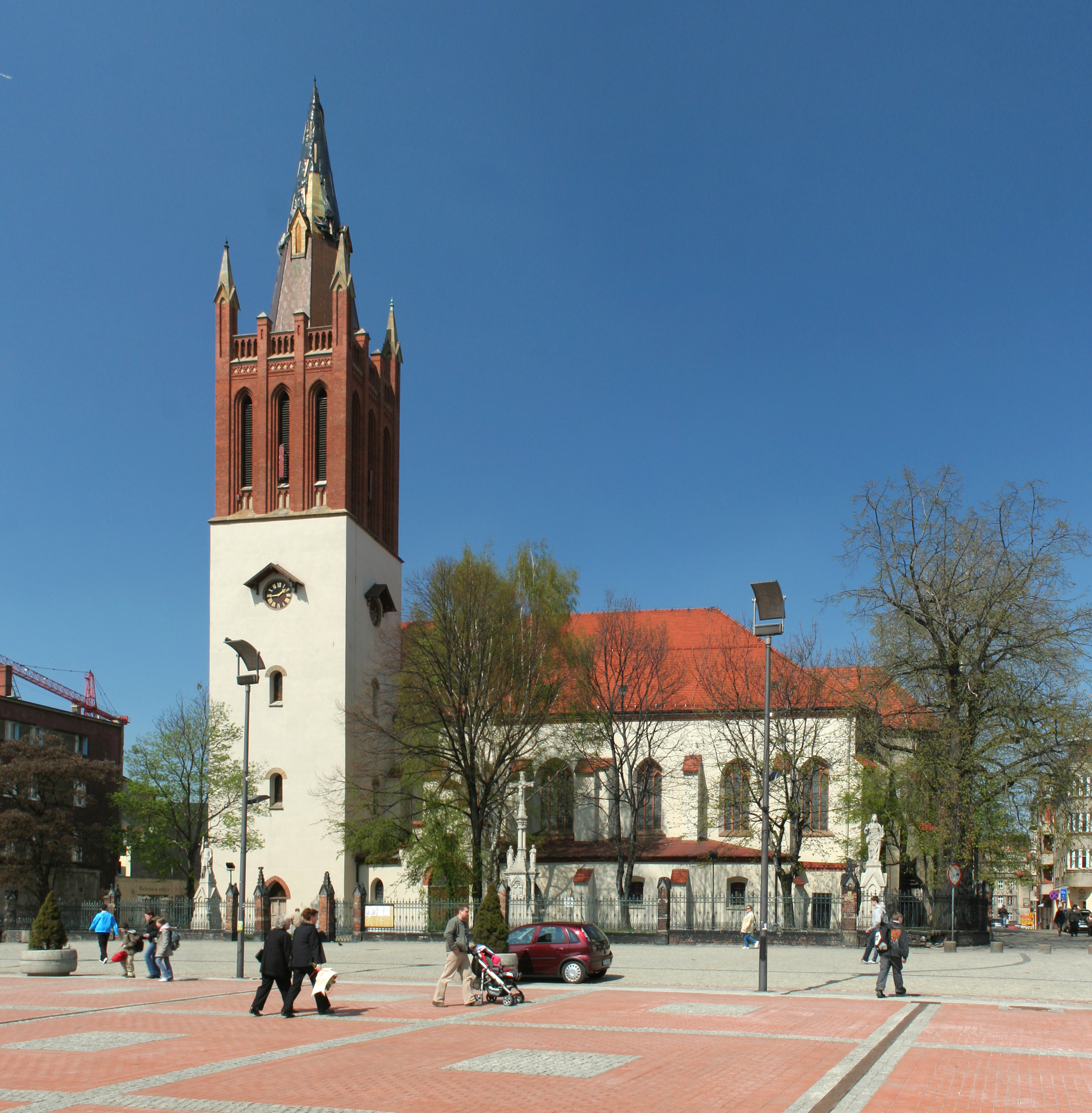
Gotycki kościół Wniebowzięcia Najświętszej Maryi Panny przy Rynku

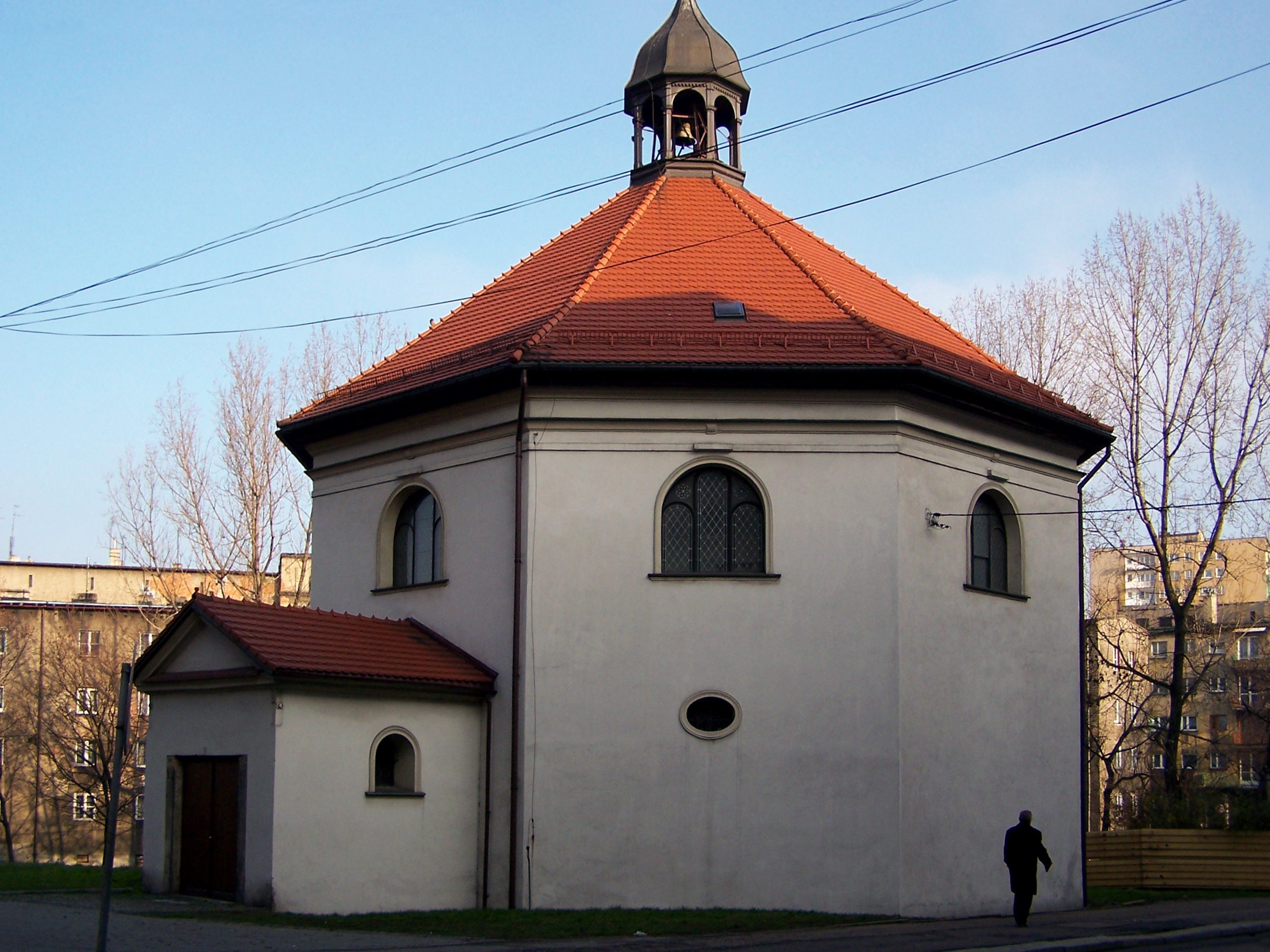
Barokowy kościół Świętego Ducha przy ul. Krakowskiej

- przed 1253 – kościół Wniebowzięcia Najświętszej Maryi Panny, rozbudowany po 1515 r., przebudowany i powiększony w latach 1852–1876
- ok. poł. XV w. – kościół św. Wojciecha (dawny św. Mikołaja), dwukrotnie odbudowywany w 1. poł. XVII w., rozbudowany w 1783 r. i przebudowany po 1833 r.
- 1721–1732 – kościół Świętego Ducha
- 1850 – kaplica Świętej Barbary (Miechowice)
- 1856–1864 – kościół Świętego Krzyża (Miechowice); w 1894 r. dobudowano wieżę do kościoła
- 1859–1862 – kaplica Najświętszej Marii Panny i Świętego Józefa (Szombierki)
- 1880–1881 – kościół św. Małgorzaty
- 1883–1886 – kościół Świętej Trójcy
- 1895–1896 – kościół św. Jana Nepomucena (Łagiewniki)
- 1896 – kościół ewangelicki (Miechowice)
- 1896 – kaplica Najświętszej Marii Panny (Sucha Góra)
- 1900–1902 – kościół Świętej Rodziny (Bobrek)
- 1902–1904 – kościół Najświętszego Serca Pana Jezusa – Szombierki
- po 1900 – kapliczka Matki Boskiej z Dzieciątkiem
- ok. 1905 – kaplica Wspomożenia Wiernych
- 1905–1908 – kościół Dobrego Pasterza (Karb)
- 1908–1911 – kościół św. Jacka (Rozbark)
- 1914–1915 – kościół Bożego Ciała (Miechowice)
- 1927–1928 – kościół Świętego Józefa (Dąbrowa Miejska)
- 1928 – kościół Najświętszego Serca Pana Jezusa
- 1928–1929 – kościół Chrystusa Króla (Stolarzowice)
- 1928–1929 – kościół św. Barbary
- 1936–1937 – kościół Podwyższenia Świętego Krzyża
- 1951–1959 – kościół św. Michała Archanioła (Sucha Góra)
- 1984–1989 – kościół św. Anny i Miłosierdzia Bożego (Rozbark)
- 1986–2001 – kościół Wniebowstąpienia Pańskiego (Szombierki)
- 1986–2007 – Kościół pod wezwaniem św. Stanisława Biskupa i Męczennika (os. im. gen. Jerzego Ziętka)

## Obiekty sakralne – Kościół rzymskokatolicki

### Kościoły i kapliczki w rejonie Śródmieścia
- kościół św. Barbary
- kościół św. Ducha
- kościół św. Małgorzaty

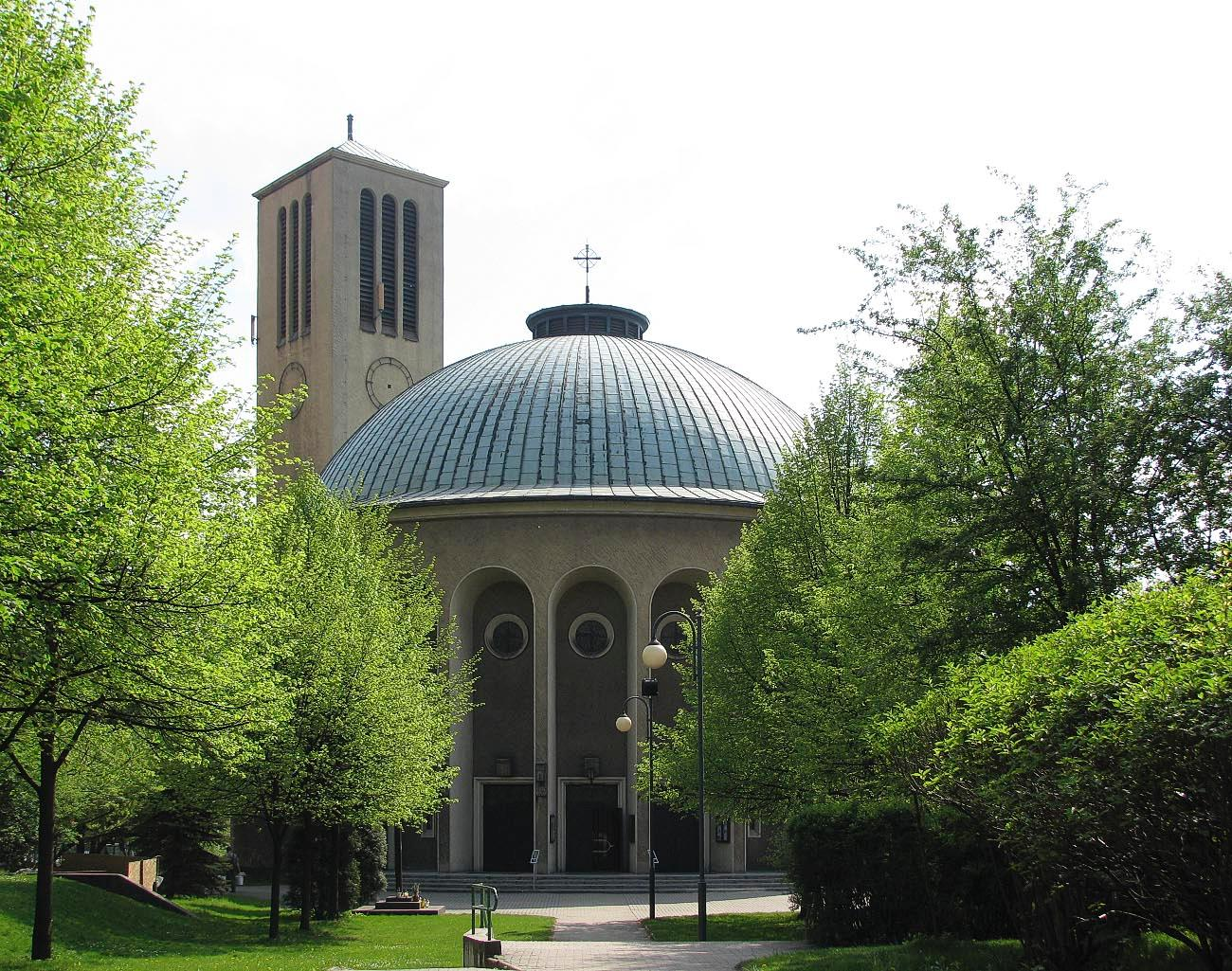
Kościół Podwyższenia Świętego Krzyża

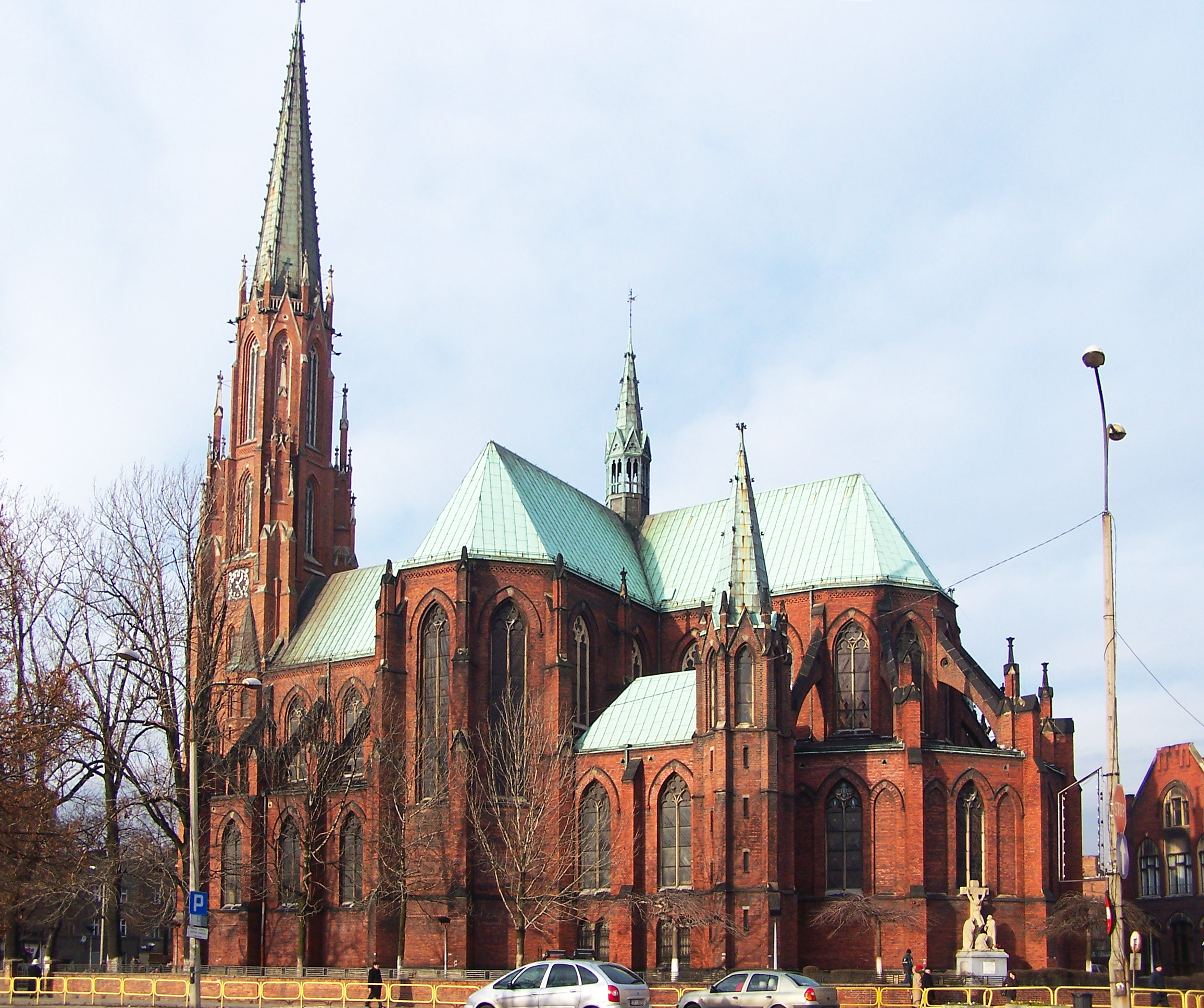
Neogotycki kościół św. Trójcy

- kościół Najświętszego Serca Pana Jezusa
- kościół Podwyższenia Świętego Krzyża
- kościół św. Trójcy
- kościół Wniebowzięcia Najświętszej Marii Panny
- Kościół św. Wojciecha
- kapliczka Matki Boskiej
- kaplica Wspomożenia Wiernych

### Kościoły i kapliczki w poszczególnych dzielnicach Bytomia

#### Bobrek
- kościół św. Rodziny

#### Karb
- kościół Dobrego Pasterza

#### Łagiewniki
- kościół św. Jana Nepomucena

#### Miechowice

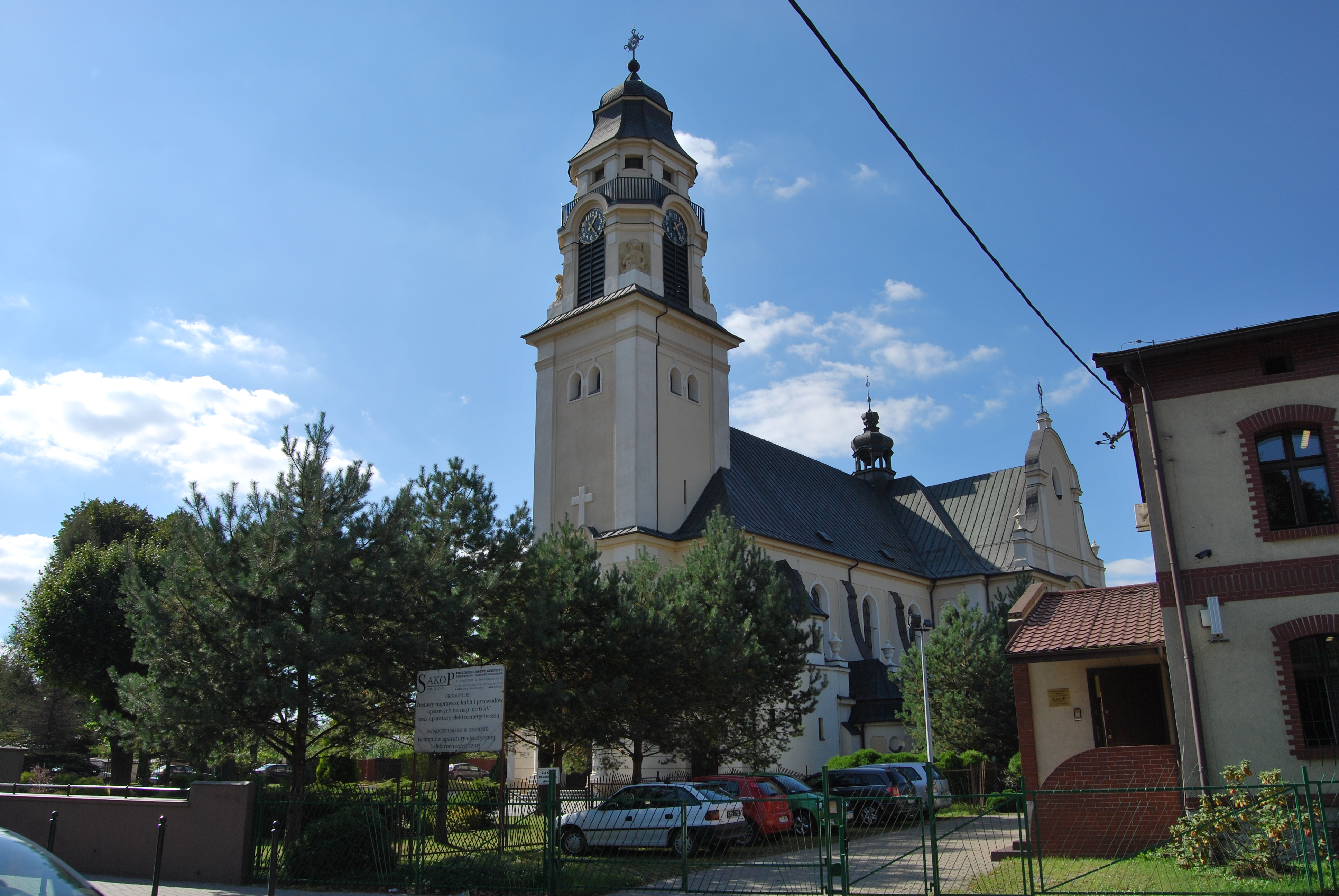
Kościół Bożego Ciała w Miechowicach

- kościół Bożego Ciała
- kościół św. Krzyża
- kaplica św. Barbary

#### Osiedle im. gen. Jerzego Ziętka
- Kościół św. Stanisława Biskupa i Męczennika (zob. parafia św. Stanisława biskupa i męczennika w Bytomiu)

#### Rozbark

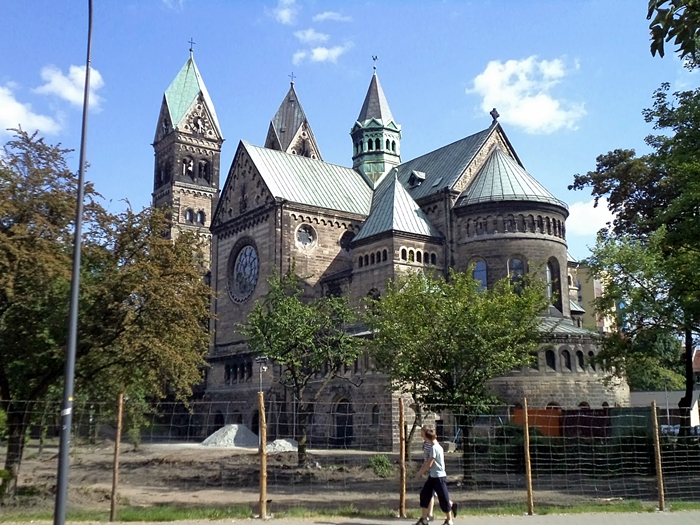
Neoromański kościół św. Jacka na Rozbarku

- kościół św. Anny (zob. parafia św. Anny w Bytomiu)
- kościół św. Jacka

#### Stolarzowice
- kościół Chrystusa Króla

#### Stroszek
- kościół św. Józefa (Dąbrowa Miejska) (zob. parafia św. Józefa Robotnika w Bytomiu)

#### Szombierki
- kościół Najświętszego Serca Pana Jezusa
- kościół Wniebowstąpienia Pańskiego (zob. parafia Wniebowstąpienia Pańskiego w Bytomiu-Szombierkach)
- kaplica Najświętszej Maryi Panny i Świętego Józefa

#### Sucha Góra
- kościół św. Michała Archanioła (zob. parafia św. Michała Archanioła w Bytomiu-Suchej Górze)
- kaplica Najświętszej Maryi Panny

## Obiekty sakralne – Kościół starokatolicki
- kaplica starokatolicka św. Ojca Pio w Bytomiu

## Obiekty sakralne – Kościoły protestanckie

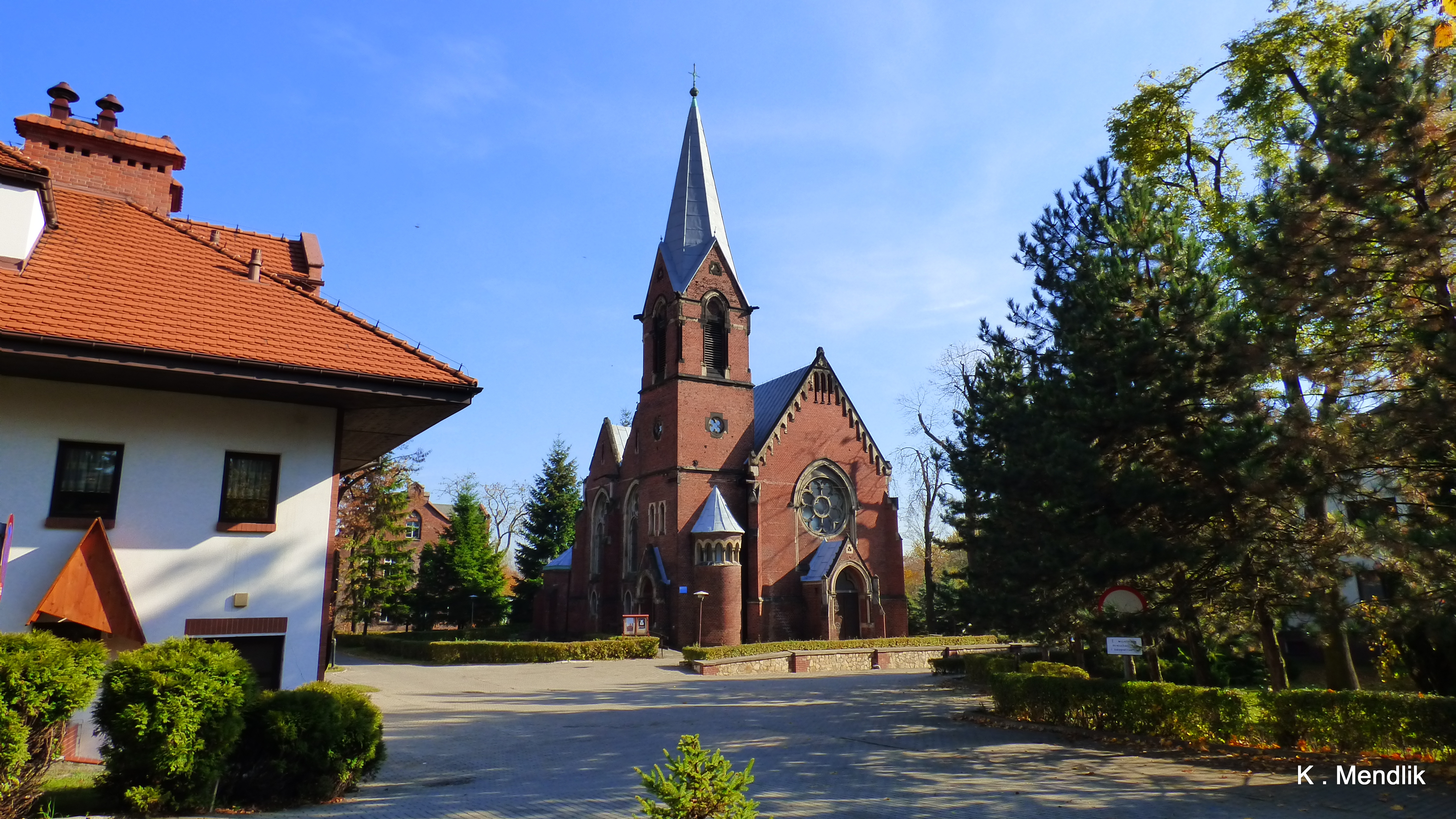
Kościół ewangelicko-augsburski w Bytomiu-Miechowicach

- kościół ewangelicko-augsburski w Bytomiu-Miechowicach[1]
- kaplica parafii ewangelicko-augsburskiej w Bytomiu[2]
- kaplica zboru Kościoła Adwentystów Dnia Siódmego[3]
- kaplica zboru Kościoła Wolnych Chrześcijan[4]
- kaplica Centrum Chrześcijańskiego „Kanaan”[5]

## Obiekty sakralne – Restoracjonizm
- Świadkowie Jehowy[6]
  - Sala Królestwa, Bytom-Stroszek, ul. Spokojna 14c (Graniczna 6F) – 2 zbory (Bytom–Radzionków, Bytom–Stroszek)
  - Sala Królestwa, Bytom, ul. Kołłątaja 6 – 5 zborów (Bytom–Karb, Bytom–Miechowice–Południe, Bytom–Miechowice–Północ, Bytom–Szombierki, Bytom–Wrocławska[7]
  - Sala Królestwa, Bytom, ul. ks. Józefa Szafranka 10, 12 – 5 zborów (Bytom–Centrum, Bytom–Śródmieście, Bytom–Wschód, Piekary–Centrum, Piekary–Kamień)
- Świecki Ruch Misyjny „Epifania” – zbór w Bytomiu, plac Wojska Polskiego 10/100[8].

## Obiekty sakralne – Judaizm

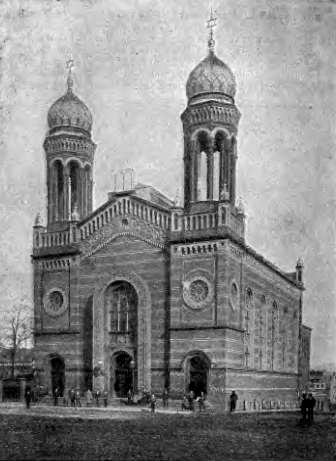
Nieistniejąca synagoga przy placu Grunwaldzkim

- Synagoga w Bytomiu przy placu Grunwaldzkim (nieistniejąca)
- sala modlitw w Bytomiu, filia Gminy Wyznaniowej Żydowskiej w Katowicach, (nieistniejąca)[9]